# Franco Ballerini
Franco Ballerini (Florencia, 11 de diciembre de 1964 - Pistoia, 7 de febrero de 2010) fue un ciclista italiano, profesional entre los años 1986 y 2001, durante los cuales logró 19 victorias. Ballerini destacó principalmente como clasicómano.
Ballerini sufría una alergia al polen, lo cual le impedía rendir a buen nivel a partir de mayo.

## Carrera deportiva
La carrera en la que cosechó los mejores resultados fue la París-Roubaix, que ganó en dos ocasiones, en 1995 y 1998. También fue 2.º en 1993, donde fue batido por Gilbert Duclos-Lassalle con un margen de apenas ocho centímetros, 3.º en 1994, 5.º en 1991 y 1996 y 8.º en 2000.
Otras carreras importantes de un día que aparecen en su palmarés son la Omloop Het Volk y París-Bruselas. Asimismo, consiguió ganar la 14.ª etapa del Giro de Italia 1991.
Otros buenos resultados de su carrera son la 3.ª plaza conseguida en el Giro de Lombardía 1991 y el Tour de Flandes 1997.
Se retiró en abril de 2001, justo después de terminar su última París-Roubaix.
Tras retirarse del ciclismo en activo, Ballerini se convirtió en el director de la selección italiana de ciclismo en ruta. En 2002 ganó el Campeonato del Mundo de ciclismo en ruta con Mario Cipollini y en 2004 ganó el oro olímpico en Atenas dirigiendo a su excompañero de equipo Paolo Bettini. En los años 2006, 2007 y 2008 ganó, consecutivamente, los tres campeonatos del mundo con Paolo Bettini (los dos primeros) y con Alessandro Ballan el de 2008.
En febrero de 2009 participó en un rally, como copiloto de Bettini.

### Muerte
Falleció a sus 45 años en un accidente de tráfico mientras disputaba un Rally. Ballerini participaba como copiloto del también toscano Alex Ciardi cuando su coche salió de la pista, volcó y se estrelló contra un muro de una casa de la localidad de Casa al Vento. Los servicios médicos trabajaron para reanimarle durante 45 minutos y posteriormente fue trasladado al Hospital de Pistoia, donde llegó clínicamente muerto.

## Palmarés
1987
- Tres Valles Varesinos

1989
- Gran Premio Ciudad de Camaiore

1990
- Giro del Piamonte
- París-Bruselas
- Gran Premio de las Américas
- Giro di Campania

1991
- Giro de la Romagna
- 1 etapa del Giro de Italia

1995
- Omloop Het Volk
- París-Roubaix

1996
- G.P. de Wallonie

1998
- París-Roubaix

### Clásicas, Campeonatos y JJ. OO.
| Carrera                | Carrera                | 1986 | 1987 | 1988 | 1989 | 1990 | 1991 | 1992 | 1993 | 1994 | 1995 | 1996 | 1997 | 1998 | 1999 | 2000  | 2001 |
| ---------------------- | ---------------------- | ---- | ---- | ---- | ---- | ---- | ---- | ---- | ---- | ---- | ---- | ---- | ---- | ---- | ---- | ----- | ---- |
| Omloop Het Nieuwsblad  | Omloop Het Nieuwsblad  | —    | —    | —    | —    | —    | —    | 37.º | 36.º | —    | 1.º  | 53.º | 6.º  | Ab.  | Ab.  | 4.º   | Ab.  |
| Kuurne-Bruselas-Kuurne | Kuurne-Bruselas-Kuurne | —    | —    | —    | —    | —    | —    | 31.º | —    | —    | 19.º | 12.º | 14.º | —    | —    | —     | —    |
|                        | Milan San Remo         | —    | —    | —    | 62.º | 66.º | 26.º | 27.º | 7.º  | 17.º | 47.º | 67.º | 30.º | 58.º | 43.º | 168.º | —    |
| A través de Flandes    | A través de Flandes    | —    | —    | —    | —    | —    | —    | —    | 3.º  | —    | —    | 5.º  | —    | —    | —    | —     | —    |
| E3 Harelbeke           | E3 Harelbeke           | —    | —    | —    | —    | 93.º | —    | —    | —    | 44.º | 29.º | —    | 58.º | 33.º | 42.º | 79.º  | —    |
| Gante-Wevelgem         | Gante-Wevelgem         | —    | —    | —    | —    | 3.º  | 39.º | 81.º | 39.º | 2.º  | —    | 59.º | 86.º | 30.º | 36.º | 36.º  | 59.º |
|                        | Tour de Flandes        | —    | —    | —    | 61.º | 10.º | 8.º  | 9.º  | 6.º  | 4.º  | 10.º | 18.º | 3.º  | 8.º  | 11.º | 29.º  | 42.º |
| Scheldeprijs           | Scheldeprijs           | —    | —    | —    | —    | —    | —    | 32.º | —    | —    | —    | —    | —    | —    | 62.º | 73.º  | —    |
|                        | París-Roubaix          | —    | —    | —    | 34.º | 19.º | 5.º  | 11.º | 2.º  | 3.º  | 1.º  | 5.º  | 24.º | 1.º  | 11.º | 8.º   | 32.º |
| Flecha Brabanzona      | Flecha Brabanzona      | —    | —    | —    | —    | —    | —    | —    | 2.º  | 13.º | 6.º  | —    | 13.º | —    | 63.º | —     | —    |
| Amstel Gold Race       | Amstel Gold Race       | —    | —    | —    | —    | 5.º  | 19.º | —    | 10.º | 16.º | 28.º | 25.º | —    | 18.º | 29.º | 69.º  | —    |
| Flecha Valona          | Flecha Valona          | —    | —    | —    | —    | —    | —    | —    | —    | 12.º | —    | —    | —    | —    | —    | —     | —    |
|                        | Lieja-Bastoña-Lieja    | —    | —    | —    | —    | 81.º | 38.º | —    | 21.º | 12.º | —    | —    | 35.º | 37.º | 45.º | 100.º | —    |
| EuroEyes Classics      | EuroEyes Classics      | —    | —    | —    | —    | —    | —    | —    | —    | —    | —    | —    | —    | 77.º | 8.º  | 44.º  | —    |
| Clásica San Sebastián  | Clásica San Sebastián  | —    | —    | —    | —    | 79.º | 50.º | 62.º | 43.º | 27.º | 24.º | —    | —    | 38.º | —    | —     | —    |
| París-Tours            | París-Tours            | —    | —    | —    | —    | 18.º | 55.º | 56.º | 29.º | 98.º | —    | 56.º | 69.º | —    | —    | 69.º  | —    |
|                        | Giro de Lombardía      | 25.º | —    | —    | 10.º | 11.º | 3.º  | —    | 68.º | —    | —    | —    | 19.º | —    | —    | 48.º  | —    |
| Mundial en Ruta        | Mundial en Ruta        | —    | —    | 64.º | Ab.  | 47.º | 12.º | —    | —    | —    | —    | —    | —    | —    | —    | —     | —    |
| Bélgica en Ruta        | Bélgica en Ruta        | —    | —    | —    | 14.º | —    | —    | —    | 30.º | —    | —    | —    | —    | —    | —    | —     | —    |